# العلاقات الجزائرية الهندوراسية
العلاقات الجزائرية الهندوراسية هي العلاقات الثنائية التي تجمع بين الجزائر وهندوراس.

## مقارنة بين البلدين
هذه مقارنة عامة ومرجعية للدولتين:
| وجه المقارنة                                              | الجزائر                      | هندوراس          |
| --------------------------------------------------------- | ---------------------------- | ---------------- |
| المساحة (كم2)                                             | 2.38 مليون                   | 112.49 ألف       |
| عدد السكان (نسمة)                                         | 38.81 مليون                  | 9.27 مليون       |
| الكثافة السكانية (ن./كم²)                                 | 16.31                        | 82.41            |
| العاصمة                                                   | الجزائر                      | تيغوسيغالبا      |
| اللغة الرسمية                                             | اللغة العربية، لغات أمازيغية | اللغة الإسبانية  |
| العملة                                                    | دينار جزائري                 | لمبيرة هندوراسية |
| الناتج المحلي الإجمالي (بليون دولار)                      | 170.37 مليار                 | 22.98 مليار      |
| الناتج المحلي الإجمالي (تعادل القوة الشرائية) بليون دولار | 582.63 مليار                 | 41.14 مليار      |
| الناتج المحلي الإجمالي الاسمي للفرد دولار أمريكي          | 4.21 ألف                     | 2.53 ألف         |
| الناتج المحلي الإجمالي للفرد دولار أمريكي                 | 14.19 ألف                    | 4.91 ألف         |
| مؤشر التنمية البشرية                                      | 0.745                        | 0.606            |
| رمز المكالمات الدولي                                      | +213                         | +504             |
| رمز الإنترنت                                              | .dz                          | .hn              |
| المنطقة الزمنية                                           | ت ع م+01:00                  | 00               |

## منظمات دولية مشتركة
يشترك البلدان في عضوية مجموعة من المنظمات الدولية، منها:
| علم المنظمة | اسم المنظمة                               | تاريخ انضمام الجزائر | تاريخ انضمام هندوراس |
| ----------- | ----------------------------------------- | -------------------- | -------------------- |
|             | مؤسسة التنمية الدولية                     | 26 سبتمبر 1963       | 23 ديسمبر 1960       |
|             | يونسكو                                    | 15 أكتوبر 1962       | 16 ديسمبر 1947       |
|             | وكالة ضمان الاستثمار متعدد الأطراف        | 4 يونيو 1996         | 30 يونيو 1992        |
|             | الأمم المتحدة                             | 8 أكتوبر 1962        | 17 ديسمبر 1945       |
|             | الفريق المعني برصد الأرض                  | 2005                 | ?                    |
|             | الاتحاد البريدي العالمي                   | ?                    | ?                    |
|             | البنك الدولي للإنشاء والتعمير             | 26 سبتمبر 1963       | 27 ديسمبر 1945       |
|             | الاتحاد الدولي للاتصالات                  | 3 مايو 1963          | 27 أكتوبر 1925       |
|             | منظمة حظر الأسلحة الكيميائية              | ?                    | ?                    |
|             | مؤسسة التمويل الدولية                     | 23 سبتمبر 1990       | 20 يوليو 1956        |
|             | المركز الدولي لتسوية المنازعات الاستشارية | 22 مارس 1996         | 16 مارس 1989         |
|             | منظمة التجارة العالمية                    | ?                    | ?                    |
|             | منظمة الشرطة الجنائية الدولية             | ?                    | ?                    |

## وصلات خارجية
- موقع وزارة الخارجية الجزائرية
- موقع وزارة الخارجية الهندوراسية